# Samuel West

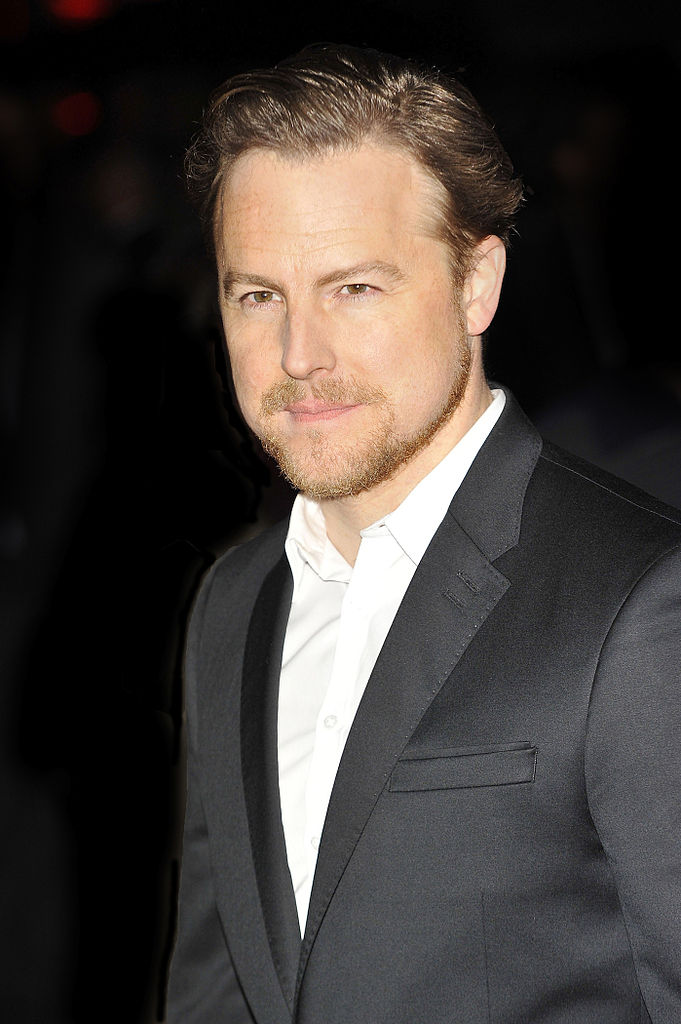
Samuel West in oktober 2012

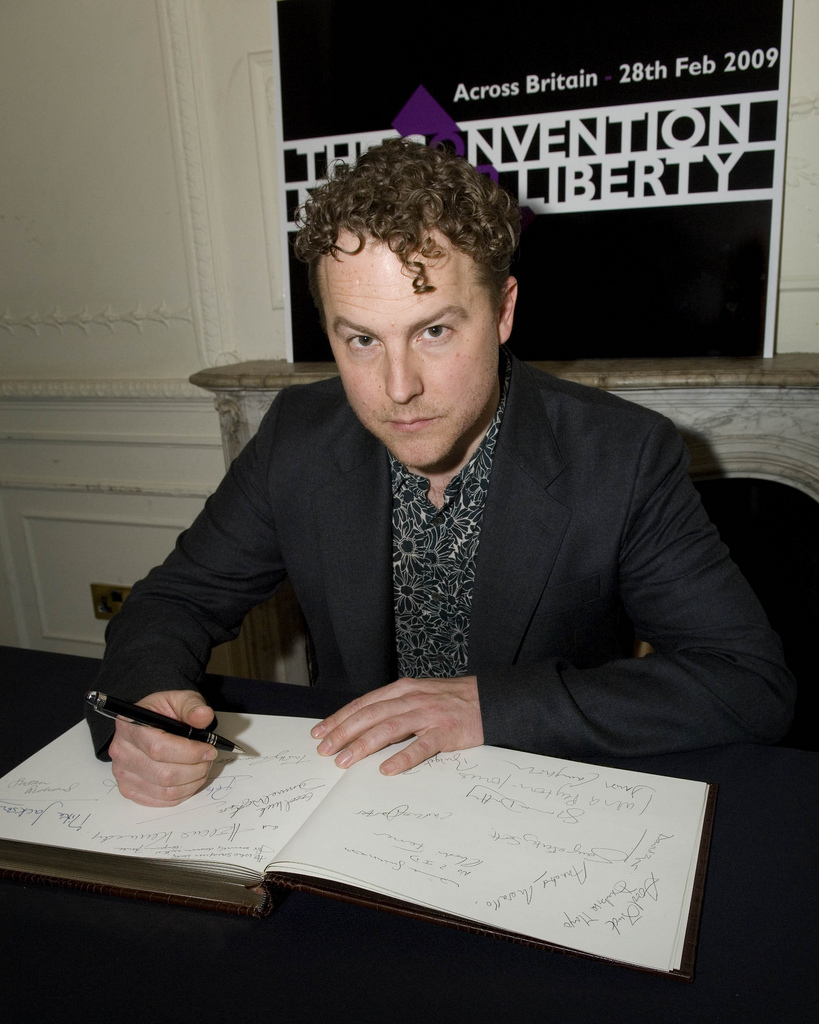
Samuel West in januari 2010

Samuel Alexander Joseph West (Londen, 19 juni 1966) is een Brits acteur, stemacteur en theaterdirecteur. 

## Biografie
West werd geboren in de wijk Hammersmith van Londen als zoon van actrice Prunella Scales en acteur Timothy West in een gezin van twee kinderen. West doorliep de middelbare school aan de Alleyn’s School in Londen en studeerde aan de Lady Margaret Hall (onderdeel van Universiteit van Oxford) in Oxford. Hier studeerde hij Engelse literatuur en was hoofd van de theatergezelschap van deze school. Na zijn afstuderen was zijn plan te gaan studeren aan de Webber Douglas Academy of Dramatic Art in Londen, maar zag hiervan af om zich te focussen op zijn acteer carrière. 
West begon in 1975 met acteren voor televisie in de televisieserie Edward the Seventh, waarna hij nog meerdere rollen speelde in televisieseries en films. Zo is hij onder anderen bekend van Mr Selfridge (2013-2016) en All Creatures Great and Small (2020-2024). Hij maakte in 1989 zijn theaterdebuut in Londen met het tondeelstuk Les Parents terribles. Hierna speelde hij nog diverse rollen in het theater door heel Engeland.                       
West is een partner van toneelschrijfster Laura Wade, met wie hij twee dochters heeft (2014 en 2017). 

## Filmografie

### Films
Uitgezonderd korte films.
- 2020 Gatecrash - als politieagent
- 2019 The Gentlemen - als lord Pressfield
- 2018 Moonraker - als sir Hugo (stem)
- 2017 On Chesil Beach - als Geoffrey Ponting
- 2017 Darkest Hour - als sir Anthony Eden
- 2015 Suffragette - als Benedict Haughton
- 2015 The Eichmann Show - als verteller (stem)
- 2014 If I Don't Come Home: Letters from D-Day - als Norman Skinner
- 2014 The Riot Club - als Tutor
- 2014 Questioning Darwin - als Charles Darwin (stem)
- 2012 Hyde Park on Hudson - als Bertie
- 2010 Dark Relic - als Friar George
- 2009 Albert Schweitzer - als Phil Figgis
- 2008 Margaret Thatcher: The Long Walk to Finchley - als Ted Heath
- 2008 Dr. No - als Pleydell Smith (stem)
- 2006 Random Quest - als Colin Trafford
- 2005 E=mc² - als Humphry Davy
- 2004 Ring of the Nibelungs - als King Gunther
- 2004 Van Helsing - als dr. Victor Frankenstein
- 2002 101 Dalmatians II: Patch's London Adventure - als Pongo (stem)
- 2001 Iris - als jonge Maurice
- 2000 Pandaemonium - als Robert Southey
- 2000 Complicity - als Neil
- 2000 Longitude - als Nevil Maskelyne
- 1999 Notting Hill - als co-star van Anna
- 1999 Hornblower: The Frogs and the Lobsters - als majoor Lord Edrington
- 1998 Rupert's Land - als Rupert McKay
- 1997 The Ripper - als prins Albert Victor Edward
- 1997 Stiff Upper Lips - als Edward
- 1996 Over Here - als squadron-ledier Archie Bunting
- 1996 Jane Eyre - als sint John Rivers
- 1995 Heavy Weather - als 'Monty' Bodkin
- 1995 Zoya - als Nicolai
- 1995 Carrington - als Gerald Brenan
- 1995 The Vacillations of Poppy Carew - als Victor
- 1995 Bomber (1995) - als sergeant Sam Lambert
- 1994 Open Fire - als Steven Waldorf
- 1994 A Feast at Midnight - als chef
- 1992 Archipel - als Alan Stewart
- 1992 Howards End - als Leonard Bast
- 1989 Reunion - als graaf Konradin von Lohenburg

### Televisisieseries
Uitgezonderd eenmalige gastrollen.
- 2020-2024 All Creatures Great and Small - als Siegfried Farnon - 35 afl.
- 2024 Dark Gallifrey - als Morbius (stem) - 3 afl.
- 2022-2023 Slow Horses - als Peter Judd - 8 afl.
- 2022 The Dark Is Rising - als radio-omroeper - 13 afl.
- 2022 The Midwich Cuckoos - als Bernard Westcott - 5 afl.
- 2013-2016 Mr Selfridge - als Frank Edwards - 36 afl.
- 2015 The Frankenstein Chronicles - als sir William Chester - 4 afl.
- 2015 Jonathan Strange & Mr Norrell - als sir Walter Pole - 7 afl.
- 2014 Fleming - als admiraal John Godfrey - 4 afl.
- 2012 Eternal Law - als Zak Gist - 6 afl.
- 2010 Any Human Heart - als oudere Peter Scabius - 4 afl.
- 2005 Auschwitz: The Nazis & the 'Final Solution' - als verteller (stem) - 6 afl.
- 2003 Cambridge Spies - als Anthony Blunt - 4 afl.
- 2002 Waking the Dead - als Thomas Rice - 2 afl.
- 1991 Stanley and the Women - als Stephen Duke - 4 afl.
- 1989 Prince Caspian and the Voyage of the Dawn Treader - als King Caspian - 4 afl.